# Eric Bogislaus Skjöldebrand
Eric Bogislaus Skjöldebrand, född 27 februari 1816 i Stockholm, död 11 december 1868 i Södertälje, var en svensk kapten, kammarherre och målare.

## Biografi
Han var son till generalen Anders Fredrik Skjöldebrand och Charlotta Ennes. Han blev kadett vid Karlberg 1830, underlöjtnant vid livbeväringsregementet 1841, löjtnant 1849 och slutligen kapten 1858. Han var kammarherre hos drottning Josefina 1852–1866. Han var vid sidan av sin militära tjänst en talangfull amatörkonstnär och bedrev självstudier inom konsten under en resa till Italien under 1840-talet. I Rom umgicks han bland annat med Uno Troili. Han medverkade i några av Konstakademiens utställningar i Stockholm på 1850- och 1860-talet.  Hans mest uppmärksammade arbete är ett porträtt av drottning Fredrika Dorotea Vilhelmina i olja som han målade 1850 (numera vid Gripsholm). På Ulriksdals slott finns en Italiensk vignerola utförd 1853. 
Hans konst består av porträtt, genremålningar och landskapsskildringar. Skjöldebrand är representerad vid Gripsholms porträttsamling, Östergötlands museum, Ulriksdals slott, Nationalmuseum och med ett par skissböcker med vyer och porträttstudier i blyerts eller akvarell vid Fogelstad i Södermanland.